# Кірілень (Синжерейський район)
Кірілень (рум. Chirileni) — село у Синжерейському районі Молдови. Входить до складу комуни, адміністративним центром якої є село Драганешти.

## Населення
За даними перепису населення 2004 року у селі проживали 216 осіб.
Національний склад населення села:
| Національність | Кількість осіб | Відсоток |
| -------------- | -------------- | -------- |
| молдавани      | 148            | 68,5%    |
| українці       | 58             | 26,9%    |
| росіяни        | 10             | 4,6%     |
| Всього         | 216            | 100%     |